# Fakta om svensk turism
Fakta om svensk turism är en årlig publikation som tidigare publicerades av statliga Turistdelegationen och Nutek, och från 2009 av Tillväxtverket som är ansvarig myndighet för näringspolitiska insatser för främjande av turistföretagande och entreprenörskap och ansvarig myndighet för den officiella turiststatistiken i Sverige. 
I Fakta om svensk turism finns övergripande information och siffror om turismens utveckling i Sverige. Sammanställningen är baserad på egen statistikproduktion samt andra myndigheters och organisationers statistik som berör turism och resande.
I publikationen finns information om turismens effekter på ekonomi, export, sysselsättning, internationell turism, inhemsk turism, inkommande- och utgående turism.
Publikationens huvudförfattare är Peter Terpstra som är turismanalytiker. Publikationen kan laddas ned från Tillväxtverkets webbplats. Från och med hösten 2010 (Fakta om svensk turism 2009) finns även en engelskspråkig version.